# Comté de San Juan (Nouveau-Mexique)
Pour les articles homonymes, voir Comté de San Juan.
Le comté de San Juan (en anglais : San Juan County) est l’un des 33 comtés de l’État du Nouveau-Mexique, aux États-Unis. Fondé le 24 janvier 1887, il porte le nom de la rivière San Juan.
Son siège est Aztec.

## Comtés adjacents
- Comté de Rio Arriba, Nouveau-Mexique (est)
- Comté de Sandoval, Nouveau-Mexique (sud-est)
- Comté de McKinley, Nouveau-Mexique (sud)
- Comté d'Apache, Arizona (ouest)
- Comté de San Juan, Utah (nord-ouest)
- Comté de Montezuma, Colorado (nord)
- Comté de La Plata, Colorado (nord)
- Comté d'Archuleta, Colorado (nord-est)